# L’Eliana
L’Eliana település Spanyolországban, Valencia tartományban. L’Eliana Paterna, La Pobla de Vallbona, Riba-roja de Túria és San Antonio de Benagéber községekkel határos. Lakosainak száma 19 597 fő (2024).

## Népesség
A település népessége az utóbbi években az alábbiak szerint változott:
| Lakosok száma | 13 636 | 15 026 | 16 349 | 16 552 | 17 292 | 17 501 | 17 760 | 18 235 | 18 544 | 19 597 |
|               | 2001   | 2004   | 2007   | 2009   | 2012   | 2014   | 2017   | 2019   | 2022   | 2024   |